# Welsumer

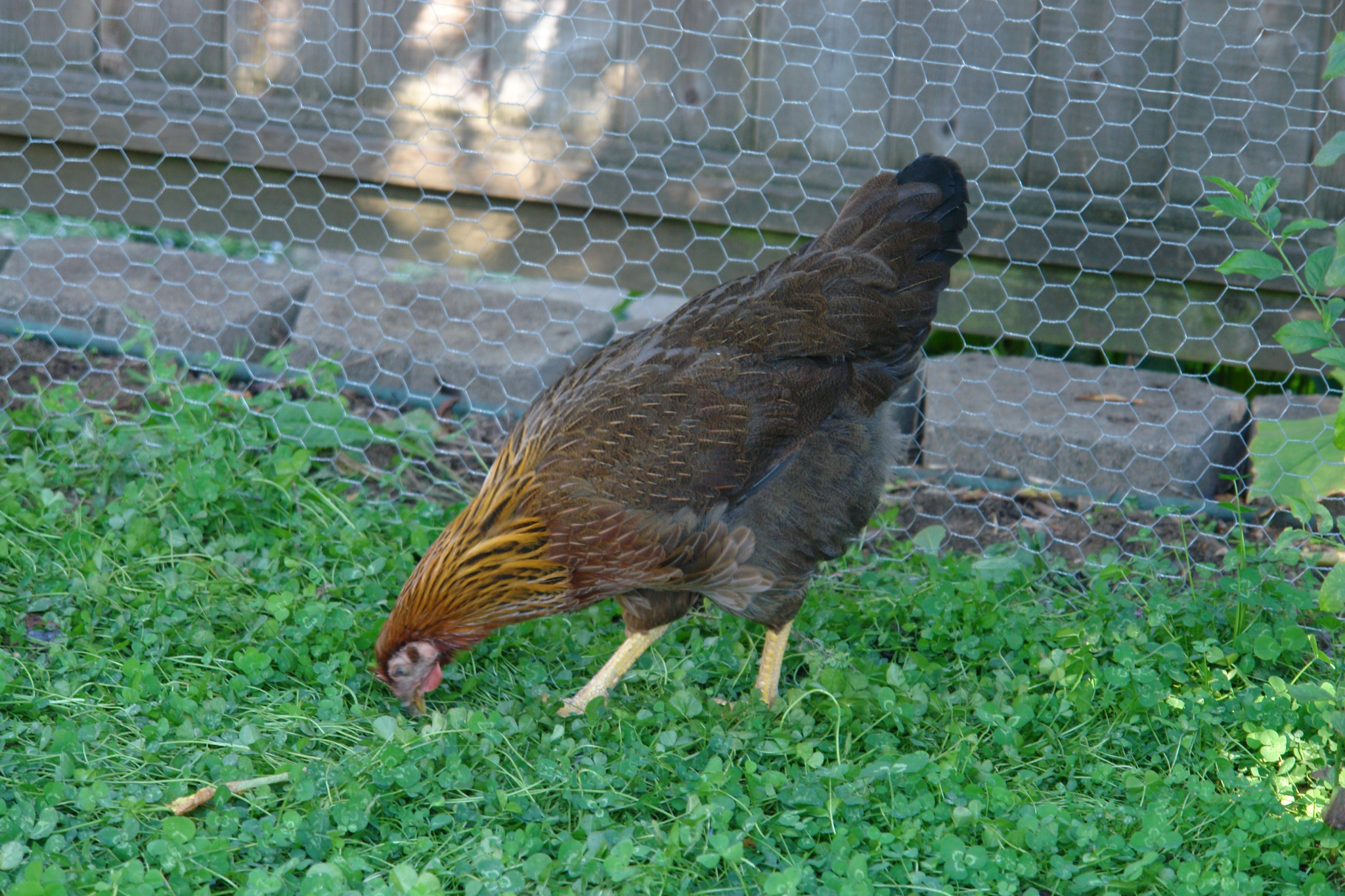
Welsumer, höna.

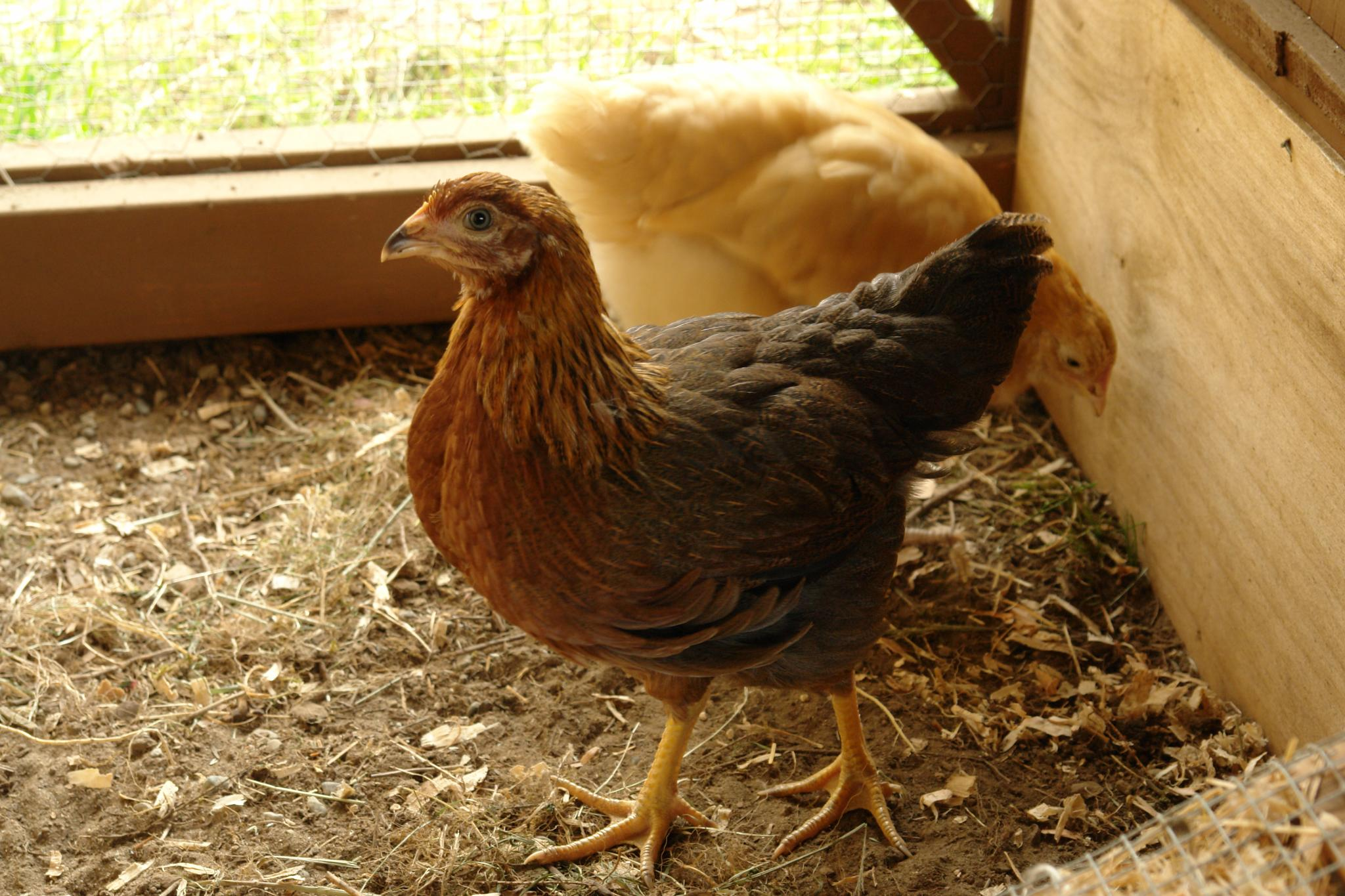
Sju veckor gammal welsumer. I bakgrunden en orpington.

Welsumer är en tung hönsras som kommer från Nederländerna där den avlades fram i slutet av 1800-talet och namngavs efter staden Welsum. I avelsarbetet för att ta fram welsumer ingick bland annat raserna Rhode Island red och barnevelder. Man ville få fram en god äggproducent vars ägg skulle vara mörkbruna och stora och ha tjockt skal. Det har även avlats fram en dvärgvariant av rasen.
Två färgvarianter förekommer, rostbrun och orangefärgad. En höna av stor ras väger 2,5-3 kilogram och en tupp väger omkring 3,5 kilogram. För dvärgvarianten är vikten för en höna cirka 900 gram och för en tupp omkring ett kilogram. 
Äggen från en stor höna väger ungefär 65 gram och är mörkbruna i färgen. Tillsammans med barnevelder och maran är welsumer känd för att vara bland de hönsraser som värper de mörkaste bruna äggen. Äggen kan vara fläckiga, ytan ska helst vara matt. Dvärgvarianten lägger ljusbruna ägg som väger ungefär 40 gram.
Hönorna har vanligen svag ruvlust, men ibland är de villiga att ruva fram kycklingar. Rasen är härdig och aktiv av sig, men ändå lugn till temperamentet. Den har dålig flygförmåga och går lätt att hålla utomhus i hägn.

## Färger
- Orangefärgad
- Rostbrun